# Козолето
Козолето (італ. Cosoleto, сиц. Cosulitu) — муніципалітет в Італії, у регіоні Калабрія,  метрополійне місто Реджо-Калабрія‎.
Козолето розташоване на відстані близько 500 км на південний схід від Рима, 95 км на південний захід від Катандзаро, 30 км на північний схід від Реджо-Калабрії.
Населення — 877 осіб (2014).
Щорічний фестиваль відбувається 20 січня. Покровитель — San Sebastiano Martire.

## Демографія
Населення за роками:

Станом на 1 січня 2023 року в муніципалітеті офіційно проживали 44 іноземці з 8 країн, серед них 27 громадян країн Євросоюзу та 2 громадяни України.

## Сусідні муніципалітети
- Африко
- Деліануова
- Оппідо-Мамертіна
- Рогуді
- Само
- Сан-Лука
- Сан-Прокопіо
- Санта-Кристіна-д'Аспромонте
- Шидо
- Сінополі